# Дете (ТВ серија)
Дете (тур. Çocuk) турска је породично-драмска телевизијска серија са главним улогама које тумаче Назан Кесал, Исмаил Хаџиоглу, Серхат Теоман, Мерве Чагиран и Џејда Атеш. Серија се приказивала од 9. септембра 2019. до 28. јануара 2020. године на каналу Star TV.
У Србији се приказивала од 23. марта до 26. јуна 2020. године на каналу РТВ Пинк, титлована на српски језик.

## Радња
Прича прати Акчу Јилмаз, девојку чија се мајка бавила проституцијом. У жељи да њен син има бољу будућност, Акча се одриче мајчинства и даје га на усвајање.
Шуле, снаја богате породице Карасу, га усваја, даје му име Ефе и обећава да ће му обезбедити светлу будућност. Међутим, ствари се потпуно мењају када Шуле сазна да је трудна. Тада се ситуација компликује за њеног усвојеног сина Ефеа.
Са друге стране, Хасан, биолошки отац Акчиног детета Ефеа, жели да по сваку цену поврати сина, али му Акча у томе не помаже, јер сматра да ће Ефе имати бољи живот под окриљем имућне породице Карасу.
Међутим, радња се компликује када се појави сумња да је Хасан ванбрачни син Асије Карасу, Шулине свекрве, што је само једна од тајни која се крије из капија велелепног имања Карасуових.

## Сезоне
| Сезона | Сезона | Број епизода (н) / (и)      | Приказивање у Турској                   | Приказивање у Србији                     |
| ------ | ------ | --------------------------- | --------------------------------------- | ---------------------------------------- |
|        | 1      | 18 / 60 (1 — 18) / (1 — 60) | 9. септембар 2019 — 28. јануар 2020. () | 23. март 2020 — 26. јун 2020. (РТВ Пинк) |

## Улоге
| Глумац             | Улога            | Епизода     |
| ------------------ | ---------------- | ----------- |
| Назан Кесал        | Асије Карасу     | 1-18        |
| Исмаил Хаџиоглу    | Хасан Четин      | 1-18        |
| Серхат Теоман      | Али Кемал Карасу | 1-18        |
| Мерве Чагиран      | Акча Јилмаз      | 1-18        |
| Џејда Атеш         | Шуле Карасу      | 1-18        |
| Тургај Кантурк     | Риза Карасу      | 16-18       |
| Нимет Ијигун       | Емине Јилмаз     | 1-18        |
| Кенан Ачар         | Мурат Карасу     | 1-16        |
| Џансин Чeкили      | Зејнеп Акар      | 8-18        |
| Мехмет Емин Гунеј  | Ефе Карасу       | 1-18        |
| Емре Јетек         | Кадир            | 1-18        |
| Октај Самуркаш     | Ферхат           | 1-12; 16-18 |
| Селда Актуна       | Мелек Шахин      | 1-12        |
| Окдај Корунан      | Осман Шахин      | 1-12        |
| Ајлин Арас         | Ајше Шахин       | 1-12        |
| Мустафа Ачилан     | Зија             | 5-18        |
| Салахсун Хекимоглу | Рамазан Сојлу    | 7-18        |
| Емре Кетенџи       | Јавуз            | 1-7         |
| Али Хикмет Курекчи | Билал            | 12-16; 18   |
| Хусејин Хастарла   | Тахсин           | 1-18        |
| Мухамед Еркан      | Бурак Карасу     | 1-18        |
| Џангир Косе        | Тевфик           | 15; 17-18   |
| Сердар Чакмак      | Ајхан            | 12-15; 17   |
| Тургај Шендур      | Шахин            | 17          |
| Зеки Оџак          | Салих            | 1           |